# Regian Eersel
Regian Eersel, né le 16 décembre 1992 à Paramaribo, est un kick-boxeur néerlando-surinamien.

## Carrière
Eersel est né dans la capitale surinamaise de Paramaribo et a déménagé aux Pays-Bas avec sa famille à l'âge de quatre ans. À l'âge de 15 ans, il a commencé à s'entraîner au Sityodtong Gym à Amsterdam. À ses débuts en tant qu'amateur, il était surnommé The Immortal par ses coéquipiers car il n'utilisait jamais le temps de pause entre les rounds pour s'asseoir et reprendre son souffle.
En tant que combattant professionnel, il n'était pas facile pour Eersel de trouver des concurrents de sa catégorie de poids aux Pays-Bas, alors il a commencé à chercher sa chance à l'étranger. En Azerbaïdjan, Eersel a participé à un tournoi de kickboxing, où il a atteint la finale. Après cela, il a été invité à diverses compétitions internationales, notamment les organisations Lion Fight et Wu Lin Feng.
En avril 2018, il a fait ses débuts avec  la fédération singapourienne ONE Championship. Le 17 mai 2019, il est devenu ONE champion de kickboxing léger en battant Nieky Holzken. Cinq mois plus tard, Eersel a de nouveau affronté Holzken dans un match revanche et a de nouveau gagné par décision unanime du jury.

## Palmarès
- 2022 ONE Lightweight Muay Thai World Championship[5]
- 2019 ONE Lightweight Kickboxing World Championship[6]
- 2017 Mix Fight Gala World Champion (78.5 kg)
- 2016 Lion Fight Super Middleweight World Champion[7]
- 2012 UMC Dutch Kickboxing Champion